# Rafflesia
Rafflesia is een geslacht van parasitaire bloemplanten. Het geslacht is vernoemd naar Thomas Stamford Raffles. Het geslacht bestaat uit vijftien tot negentien soorten (inclusief vier nog niet beschreven soorten ontdekt door Dr. Willem Meijer in 1997). Het geslacht komt voor in Zuidoost-Azië op Malakka, Indonesië, Borneo, Sumatra en de Filipijnen.
De planten hebben geen bladeren en bijna geen stengel. Ze hebben gespikkelde bloemen met een diameter tot 106 cm en een gewicht tot 10 kg. Zelfs de kleinste soort, Rafflesia manillana heeft bloemen met een diameter van 20 cm. De bloemen ruiken naar rottend vlees zodat ze ook weleens aasbloem worden genoemd. De planten parasiteren op planten uit het geslacht Tetrastigma (Vitaceae) en groeien met hun wortels in deze planten. De vruchten worden gegeten door toepaja's en andere zoogdieren uit het regenwoud. Rafflesia is als plant een symbool voor Sabah, een deelstaat van Maleisië.

## Kenmerken en ecologie
De planten zijn volwaardige parasieten die, met uitzondering van de bloemen, volledig in hun waardplant leven. Daar bestaan ze alleen uit een myceliumachtig netwerk afgewisseld met haustoria. Wortels, scheuten en bladeren zijn niet ontwikkeld. De specifieke waardplanten zijn soorten van het liaanvormende geslacht Tetrastigma uit de wijnstokfamilie (Vitaceae). De bloei is van korte duur en valt na een paar dagen uiteen in zwart, taai slijm.
Rafflesia zijn tweehuizig gescheiden geslachten (dioecisch). De bloemen die buiten de gastheer worden gevormd, staan meestal op de grond, maar verschijnen ook tot ongeveer 1 meter hoog. Direct eronder zijn kleine schubben die verminderde schutbladen of kelkblaadjes kunnen vertegenwoordigen. De bloeiwijze bestaat uit vijf leerachtige bloembladen van maximaal 1 centimeter dik. Als ze volgroeid zijn, ligt de diameter van de bloemen tussen de 13 centimeter en net geen meter, afhankelijk van de soort. Ze bootsen aas na in kleur en geur en trekken zo insecten, voornamelijk vliegen, aan om te bestuiven. De centrale kolom van de mannelijke bloemen heeft openingen waardoor bestuivers de bloem kunnen binnendringen. Als de insecten door doorschijnende ramen en als een valstrik opgezet haar zijn, komen ze in een positie waarin het stuifmeel in een stroperige vloeistof eraan vastzit. Om in de vrouwelijke bloemen te komen, moeten de bestuivers zich door een opening wurmen waarin het stuifmeel van het stigma wordt verwijderd. Dus alleen insecten van een bepaalde grootte zijn geschikt als bestuiver. Vruchten worden zelden gevormd, hebben ongeveer een jaar nodig om te rijpen en kunnen enkele duizenden zaden bevatten. Ze worden waarschijnlijk verspreid door knaagdieren (eekhoorns; zoochory).

## Ecosysteem
De zeer gespecialiseerde planten komen maar zelden voor in de natuur en omdat ze afhankelijk zijn van een complex ecosysteem worden bijna alle soorten als bedreigd beschouwd.
- Afhankelijk van de soort zijn ze afhankelijk van specifieke waardplanten. Als de gastheren worden geëlimineerd of beschadigd door ontbossing, door opruimen of door overbevolking van het bos, kan de Rafflesia zich niet ontwikkelen.
- De bloemen hebben een gelijkmatig warm en vochtig klimaat nodig. Te weinig vocht zorgt ervoor dat ze voortijdig uitdrogen, te hoog vocht om voortijdig te rotten.
- De bloemen hebben enkele maanden (tot een jaar) nodig om zich te ontwikkelen, maar duren dan maar een paar (4 tot 7) dagen. Dit betekent dat de kans dat een mannelijke bloem en een nabijgelegen vrouwelijke bloem tegelijkertijd open zijn klein is.
- De bloemen kunnen alleen bestoven worden door insecten van een bepaalde grootte. Deze zijn op hun beurt weer afhankelijk van een functionerend ecosysteem waarin aas (achtergelaten door roofdieren) voorkomt, dat ze nodig hebben voor hun voortplanting.
- De knaagdieren die de zaden verspreiden hebben ook een functionerend ecosysteem nodig waarin ze bijvoorbeeld voldoende bescherming en voedsel kunnen vinden.

Omdat de bloemen door hun grootte veel aandacht trekken, is het Rafflesia-toerisme naar bekende locaties inmiddels in opkomst. Dit heeft er in sommige gevallen toe geleid dat er beschermende maatregelen zijn genomen, zoals hekken en houtkapverboden, om de bron van inkomsten uit toerisme in stand te houden.

## Systematiek en verspreiding
Het geslacht Rafflesia is opgericht door Robert Brown. De wetenschappelijke generieke naam Rafflesia eert zijn ontdekker Sir Thomas Stamford Raffles. Het verspreidingsgebied van Rafflesia strekt zich in Zuidoost-Azië uit van het Maleisische schiereiland (Thailand, Maleisië) via Sumatra en Java (Indonesië) en Borneo (Maleisië, Indonesië, Brunei) tot aan de Filipijnen. De planten groeien daar in tropische regenwouden op een hoogte van 500 tot 700 meter. Omdat de planten behalve de bloemen geen organen hebben die een vergelijkende analyse mogelijk maken, was de systematische positie van het geslacht Rafflesia voorheen onduidelijk. Het wordt traditioneel beheerd in zijn eigen plantenfamilie Rafflesiaceae. DNA-analyses hebben aangetoond dat Rafflesia en zijn verwanten vertakken aan de basis van de stamboom van de Kroontjeskruidfamilie (Euphorbiaceae). Als reactie hierop werd voorgesteld de Peraceae van de Euphorbiaceae te scheiden, wat zou betekenen dat de andere kroontjesplanten monofyletisch zouden blijven en tegelijkertijd meer uniform zouden zijn wat betreft de anatomie van de vrucht en de zaadvacht. De relaties kunnen worden geïllustreerd door het volgende cladogram:
|  | \| \| Rafflesia \| \| \| \| \| \| Rhizanthes \| \| \| \| |
|  |                                                          |
|  | Sapria                                                   |
|  |                                                          |
|  | Rafflesia                                                |
|  |                                                          |
|  | Rhizanthes                                               |
|  |                                                          |

|  | Rafflesia  |
|  |            |
|  | Rhizanthes |
|  |            |

|  | \| \| Rafflesia \| \| \| \| \| \| Rhizanthes \| \| \| \| |
|  |                                                          |
|  | Sapria                                                   |
|  |                                                          |
|  | Rafflesia                                                |
|  |                                                          |
|  | Rhizanthes                                               |
|  |                                                          |

|  | Rafflesia  |
|  |            |
|  | Rhizanthes |
|  |            |

|  | \| \| Rafflesia \| \| \| \| \| \| Rhizanthes \| \| \| \| |
|  |                                                          |
|  | Sapria                                                   |
|  |                                                          |
|  | Rafflesia                                                |
|  |                                                          |
|  | Rhizanthes                                               |
|  |                                                          |

|  | Rafflesia  |
|  |            |
|  | Rhizanthes |
|  |            |

|  | \| \| Rafflesia \| \| \| \| \| \| Rhizanthes \| \| \| \| |
|  |                                                          |
|  | Sapria                                                   |
|  |                                                          |
|  | Rafflesia                                                |
|  |                                                          |
|  | Rhizanthes                                               |
|  |                                                          |

|  | Rafflesia  |
|  |            |
|  | Rhizanthes |
|  |            |

Het onderzoeksresultaat is zo verrassend omdat, in tegenstelling tot de Rafflesia-familie, de wolfsmelkplanten de neiging vertonen om de grootte van de bloemen te verkleinen, die in het geslacht Euphorbia met kleine, individuele blote meeldraden en individuele blote eierstokken een uiterste bereikte.

## Soorten
De 20 soorten sinds Meijer uit 1997 verschillen in grootte, vorm, kleur en textuur van hun bloemen. De andere organen, namelijk het netwerk dat in de waardplanten groeit, zijn tot dusverre nauwelijks vergelijkend onderzocht.
- Rafflesia arnoldii
- Rafflesia aurantia
- Rafflesia azlanii
- Rafflesia baletei
- Rafflesia banaoana
- Rafflesia bengkuluensis
- Rafflesia cantleyi
- Rafflesia gadutensis
- Rafflesia hasseltii
- Rafflesia keithii
- Rafflesia kerrii
- Rafflesia leonardi
- Rafflesia lobata
- Rafflesia manillana
- Rafflesia micropylora
- Rafflesia mira
- Rafflesia patma
- Rafflesia philippensis
- Rafflesia pricei
- Rafflesia rochussenii
- Rafflesia schadenbergiana
- Rafflesia speciosa
- Rafflesia tengku-adlinii
- Rafflesia tuan-mudae
- Rafflesia sumatra

Ongeverifieerde soorten
- Rafflesia borneensis
- Rafflesia ciliata
- Rafflesia titan
- Rafflesia witkampii

De soort Rafflesia arnoldii heeft de grootste, solitaire bloem van alle bekende plantensoorten. Deze soort is in 1818 in Indonesië in het regenwoud ontdekt door een Indonesische gids die werkte voor Joseph Arnold.
Ter vergelijking: de parasolwaaierpalm (Corypha umbraculifera) heeft de grootste bloeiwijze en reuzenaronskelk (Amorphophallus titanum) heeft de grootste, onvertakte bloeiwijze.